# Adoberia al carrer de la Creueta, 23 (Igualada)
L'Adoberia al carrer de la Creueta, 23 és una obra del municipi d'Igualada (Anoia) inclosa en l'Inventari del Patrimoni Arquitectònic de Catalunya.

## Descripció
És un edifici industrial de planta i dos pisos de composició simètrica. Destaca sobretot el treball fet en totxo vist que es concreta bàsicament en els guardapols de les obertures i en unes bandes horitzontals que recorren l'amplada de la façana marcant així a l'exterior els pisos de què consta l'edifici. Són interessants també les reixes dels balcons i terrat.

## Història
A partir del 1919 es deixa sentir a Igualada el resultat industrial de la Primera Guerra Mundial, sobretot en el món adober. A finals del 1918 i en tot el 1919, la indústria adobera renova les seves fàbriques. Aquesta en concret va ser promoguda per Ramon Alabedra i Miquel.